# Eumida dorsolobata
Eumida dorsolobata är en ringmaskart som beskrevs av Hartmann-Schröder 1987. Eumida dorsolobata ingår i släktet Eumida och familjen Phyllodocidae. Inga underarter finns listade i Catalogue of Life.